# Rijkswapen
Een rijkswapen is het officiële heraldische schild van een staat. Bij een republiek spreekt men eerder van een landswapen.

## Ontstaan
In de vroege middeleeuwen bestond behoefte aan een herkenbaar symbool voor de staten die aan het ontstaan waren; de meeste mensen waren analfabeet en men gebruikte dus een herkenbaar symbool zoals een adelaar, leeuw of lelie. Omdat de regering en de persoon van de vorst met elkaar samenvielen lag het voor de hand om het wapenschild van de vorst als symbool van de regering en het land te gebruiken. De vlag als nationaal symbool is van latere datum dan het wapenschild. In de monarchieën van Europa was en is het wapen van een land vaak gelijk aan dat van de koning.
Zie voor de "evolutie" van het Nederlandse wapen ook: Wapen van het Koninkrijk der Nederlanden.

## Het wapen van de Bataafse Republiek

### Zegel van 1796

Zegel van de Bataafse Republiek in 1796

Een nationaal wapen werd in de eerste zeven jaren van de Bataafse Republiek niet gebruikt, als zijnde een symbool van het afgeschafte oude stelsel en de adel. De in 1795 uitgeroepen Bataafse Republiek gebruikte in haar eerste jaar nog het grootzegel en kleinzegel van de Republiek der Zeven Vereenigde Neerlanden, met daarin de Nederlandse Leeuw of generaliteitsleeuw met kroon, pijlenbundel en zwaard. Na de vorming van een eenheidsstaat besloot op 4 mei 1796 de Eerste Nationale Vergadering om het oude zegel te vervangen door een nieuwe. In het besluit werd het zegel woordelijk omschreven. Als voorbeeld diende een tekening, die echter in de vervaardigde zegels niet letterlijk werd uitgevoerd: een Nederlandse Maagd, als verpersoonlijking van de vrijheid, staand naast een altaar, waartegen aan de voorzijde een onttakeld anker, waarop een dolfijn, als zinnebeeld van de handel. De maagd legt haar linkerhand op een boek, als verbeelding van de rechten van de mens, welk op het altaar is gelegen. In haar rechter hand houdt zij een speer, met daarop een vrijheidshoed. Aan de andere zijde van het altaar een aanziende dan wel omziende leeuw (beiden werden gebruikt), die in zijn rechter klauw de nieuwe Bataafse vlag houdt en de linker klauw tegen het altaar. Het randschrift was SIGILLUM MAIUS of SIGILLUM MINUS POPULI BATAVI. Het zegel werd gebruikt op officiële besluiten, overheidspublicaties en documenten, zoals een paspoort.

### Wapen van 1802
Naar aanleiding van de Vrede van Amiens, besloot het Staatsbewind dat er een landswapen moest komen als nieuw symbool voor de natie. Het zou moeten bijdragen aan erkenning van de Bataafse Republiek als mogendheid en tevens als uiting van het vernieuwde staatsbestel. Op 15 april 1802 besloot het Wetgevend Lichaam, een opvolger van de Nationale Vergadering, tot het invoeren van een (nieuw) wapen. Het werd “een staande gouden leeuw op een rood veld, dragende een gouden kroon op het hoofd en in de rechter klauw houdend een opgeheven zilveren zwaard en in de linker klauw een bundel zilveren pijlen.” Het aantal pijlen werd daarbij gespecificeerd als “vrij talrijk, doch onbepaald”. Als randschrift het devies CONCORDIA RES PARVAE CRESCUNT (Nederlands: Eendracht maakt macht)

## Het Rijkswapen van het koninkrijk Holland

Het eerste rijkswapen van Lodewijk Napoleon Koning van Holland zoals dat werd vastgesteld in 1805.

Het tweede koninklijke- en rijkswapen van het koninkrijk Holland bevatte geen Franse onderscheiding meer. De zwaarden van een conétable van Frankrijk zijn nog wel onderdeel van het wapen

Op 24 mei 1805 kreeg Nederland een Franse koning. Napoleon I bepaalde dat zijn broer Louis Napoleon Bonaparte "koning van Holland" zou zijn en zijn Franse ambten en titels desondanks zou behouden. In hetzelfde traktaat werd bepaald dat de nieuwe koning "in zijn Koninklijke Wapenen de oude Wapenen van den Staat, gecarteleerd met den Franschen Keizerlijken Adelaar en gekroond met de koninklijke kroon" zou voeren.
Over de precieze invulling van dit traktaat dat in een wet van 7 augustus 1806 werd bevestigd heeft de koning lang getalmd. Pas op 20 mei 1807 keurde Lodewijk Napoleon een wapentekening goed.
Dit wapen is voorzien van een groot aantal pronkstukken die de afhankelijkheid van Frankrijk illustreren. Nederlands zijn het schild dat een gekroonde generaliteitsleeuw op de ereplaats in het wapen kwartileert met de Franse Adelaar. Nederlands zijn ook de scepter, de hand van gerechtigheid, de geopende helm en de koningskroon die als helmteken dient.
Naar Frankrijk verwijzen de gouden bijen op de mantel, de handen die zwaarden vasthouden (het rangonderscheidingsteken van een grand connêtable van het keizerrijk en het grote lint van het Franse Legioen van Eer dat met de initiaal "N" werd versierd en dat een belangrijker plaats innam dan de Koninklijke Orde van Holland.
Op deze eerste tekening is er zoals gebruikelijk een kruis op een wereldbol boven op de kroon geplaatst. In latere tekeningen en ook bij de ridderorden van Holland wordt dit kruis steeds weggelaten.
Na de instelling van de Koninklijke Orde van de Unie op 6 februari 1808 laat Lodewijk Napoleon alleen de keten van deze orde nog in zijn wapen opnemen. Hij laat het Legioen van Eer weg. Het is een teken van Lodewijks groeiende zin voor onafhankelijkheid van zijn grote en machtige broer.

## Nederland als soeverein vorstendom
In het najaar van 1813 vluchtten de Franse troepen uit Nederland en werd Willem Frederik Prins van Oranje, zoon van de in 1795 gevluchte erfstadhouder tot "souverein vorst" uitgeroepen.
In eerste instantie werd het oude wapen van de Republiek der Vereenigde Nederlanden hersteld. Een koningskroon werd op het schild geplaatst om aan te geven dat Nederland nu een (soeverein) vorstendom was.

## Het Nederlandse rijkswapen
Een nieuw wapen werd "bij besluit" vastgesteld op 24 augustus 1815 en op 10 juli 1907 "bij Koninklijk Besluit" gewijzigd. Op 25 april 1980 werd het wapen ongewijzigd en eveneens bij K.B. bevestigd.
In het besluit van 1815 wordt gesproken van het "wapen van het Koningrijk" dat ook "Rijkswapen" wordt genoemd en daarnaast is er sprake van het wapen van "Ons en Onze Successeuren" (opvolgers).
Het recht om de pronkstukken zoals leeuwen en mantel aan het wapen toe te voegen werd aan de koning zelf gelaten. De staat gebruikte op papieren en uniformen een wapen zonder mantel.

### Het rijkswapen van 1815

Rijkswapen 1815

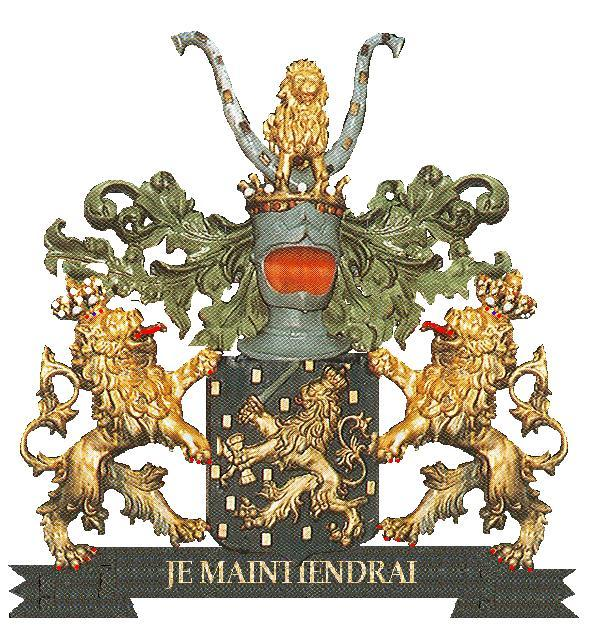
Wapen van koning Willem I met helmteken

De koning koos voor zichzelf en daarmee ook voor Nederland een geheel nieuw wapen. De oude rode leeuw van de Staten-Generaal had ook slecht gepast bij de grote nieuwe staat die ook de Zuidelijke Nederlanden en het voormalige prinsbisdom Luik omvatte. Het geslachtswapen van Nassau, vermeerderd met kroon zwaard en pijlenbundel, was nu het rijkswapen.
Het teloor laten gaan van de leeuw van de Staten-Generaal was geen gemakkelijke stap geweest voor de koning en zijn adviseurs in de Hoge Raad van Adel. Enige tijd was er dan ook sprake geweest van het kwartileren van de Brabantse en de Generaliteitsleeuw in één nieuw wapenschild. Omdat men het over de kleuren niet eens kon worden werd ervoor een radicaal nieuw wapen gekozen. Bij velen, waaronder de dichter Bilderdijk zette dit kwaad bloed.
De schildhouders en het devies werden in het besluit niet genoemd. Gedurende de gehele 19e eeuw richtte men zich naar de eerste gepubliceerde tekeningen die twee aanziende, met grote beugelkronen gekroonde leeuwen in hun natuurlijke kleuren lieten zien.
Op diezelfde 24e augustus 1815 nam koning Willem I ook een helmteken aan; "twee uit eene gouden kroon zich verheffende olifantstrompen van Azur, met gouden blokken bezaaid tussen welke de ongekroonde gouden leeuw zit". Dit is het officiële helmteken van de Koning der Nederlanden. Dit helmteken is slechts zeer zelden gebruikt. Het is alleen te zien in de ruiterzegels van de Koningen Willem I en Willem III. De helm van deze en latere koningen en koninginnen der Nederlanden in de kapel van de Orde van de Kousenband droeg steeds een koningskroon.
Wanneer een afbeelding van het wapen van de koning een helm en een helmteken vertonen is er uiteraard geen sprake meer van een rijkswapen. Een zeldzaam bord van een hofleverancier met een dergelijke afwijkend wapen bevindt zich in Museum Buren en Oranje.
In het besluit was geen sprake van een mantel. Deze werd in 1840 door koning Willem II stilzwijgend aan "zijn" wapen toegevoegd.
Het grote wapen werd alleen door de koning, het Ministerie van Buitenlandse Zaken, de Koninklijke Marechaussee en de Hoge Colleges van Staat gebruikt. Alle andere instanties gebruikten een schild met een kroon. Na 1840 gebruikten ook de hofleveranciers het grote rijkswapen met de mantel. We zien het ook boven de ingang van de koninklijke wachtkamer in het Centraal Station van Amsterdam.

### Het rijkswapen van 1907

Het grote Nederlandse Rijkswapen zoals dat in 1907 werd vastgesteld.

Bij Koninklijk Besluit van 10 juli 1907 werd het Nederlandse rijkswapen gewijzigd.
Nu werd vastgelegd dat het het wapen van de koning en dat van het koninkrijk zou zijn.
In het K.B. werden veel details vastgelegd:
- De leeuwen in het wapen werden nu veel strakker getekend en zijn van goud.
- De koningskronen van de twee schilddragers zijn verdwenen en de leeuw op het schild draagt nu een eenvoudige diadeem met drie bladeren en twee parels.
- Voor het lint met het devies is voorgeschreven dat het blauw moet zijn en dat de tekst van goud is.
- De mantel is nu een met hermelijn gevoerde wapenmantel die uit een baldakijn hangt.
- De leeuw houdt zeven pijlen vast.
- Het zwaard heet "Romeins" van vorm.

In 1980 werd het rijkswapen opnieuw beschreven in een Koninklijk Besluit maar aan de vorm veranderde niets. Opvallend is wel dat op de laatste rijksdaalders die het koninkrijk sloeg de leeuw op het rijkswapen van zijn genitaliën was beroofd.

## Het rijkswapen en de "Nederlandse Leeuw"
De leeuw in het rijkswapen is niet de heraldische "Nederlandse Leeuw". Een Nederlandse Leeuw of een "Leo Belgicus" is veel ouder dan de in het wapen gevoerde leeuw die immers pas in 1815 uit bestaande elementen is samengesteld.

## Het rijkswapen van het koninkrijk België
Na de opstand scheidden de Zuidelijke Nederlanden zich in 1830 af van het koninkrijk.
Ook in de Zuidelijke Nederlanden was de leeuw een heraldische afbeelding waarin velen hun land gerepresenteerd zagen. De leeuw speelde die rol al sinds de 15e eeuw toen de Bourgondische hertogen leeuwen als schilddragers voerden en een leeuw was afgebeeld in het wapen van Brabant, het belangrijkste gewest van de Zuidelijke Nederlanden.
Keizer Karel V, heer der Nederlanden, gebruikte in zijn zegel van 1515 een leeuw met een zwaard als helmteken. In de 16e eeuw nemen de leeuwen in de Nederlandse heraldiek een grote plaats in. Ze zijn te zien als de schilddragers van het wapen van Filips II als heer der Nederlanden en op munten uit 1574 als nationaal symbool der Nederlanden. Ook op de geuzenpenningen der opstandige edelen, geuzen genoemd, van 1575 prijkt een Nederlandse Leeuw in een Hollandse Tuin.
De opeenvolgende Spaanse heersers lieten tot 1700 steeds leeuwen afbeelden in die wapens, munten en zegels die in of voor de Nederlanden werden gebruikt. keizerin Maria Theresia liet generaliteitsleeuwen als schilddragers afbeelden op het wapen dat zij voor haar Habsburgse erflanden gebruikte. In 1790 gebruikten de Verenigde Nederlandse Staten die tegen hun Oostenrijkse heer Jozef II in opstand kwamen een leeuw met een zwaard als zinnebeeld.
In 1830 koos het Nationaal Congres dat België stichtte in artikel 125 van de grondwet voor een "Belgische Leeuw" als wapendier. Deze leeuw werd steeds naar links kijkend en klauwend afgebeeld. De eerste Belgische koning, Leopold van Saksen-Coburg werd in juli 1831 ingehuldigd, waarbij de zaal met gekroonde gouden Belgische leeuwen met rode tongen en klauwen op een zwart schild was versierd.
Bij Koninklijk Besluit van 17 mei 1837 werden het grote en kleine staatswapen van België officieel vastgesteld. De leeuw verloor daarbij zijn kroon en kijkt nu naar rechts. Het grote wapen is erg overladen en vertoont vaandels met de wapens van de provincies die boven de wapenmantel uitsteken. Het kleine wapen bestaat uit een met de Leopoldsorde omhangen schild, scepters, kroon en devies.
Het wapen van de koningen van België is niet gelijk aan dat van hun koninkrijk.